# Kee Bird

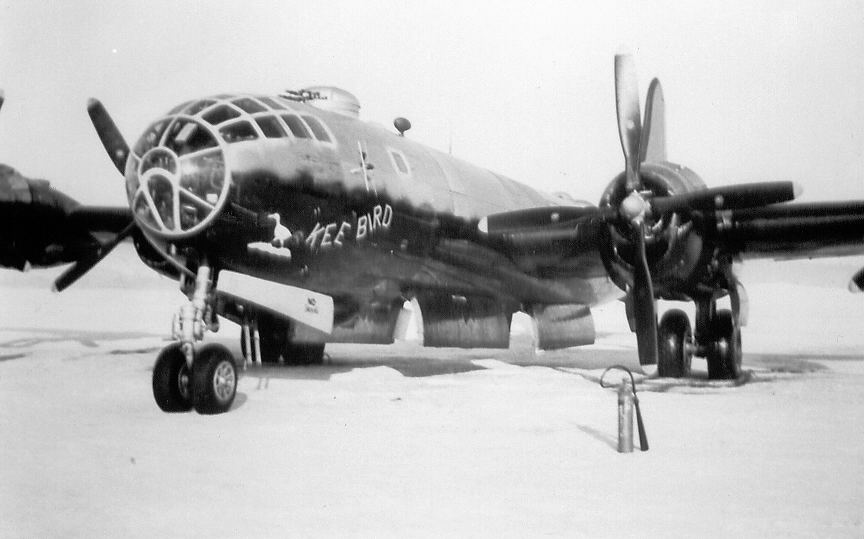
L'aereo prima della sua ultima missione, ripreso presso il Ladd Army Airfield, in Alaska, il 19 febbraio 1947

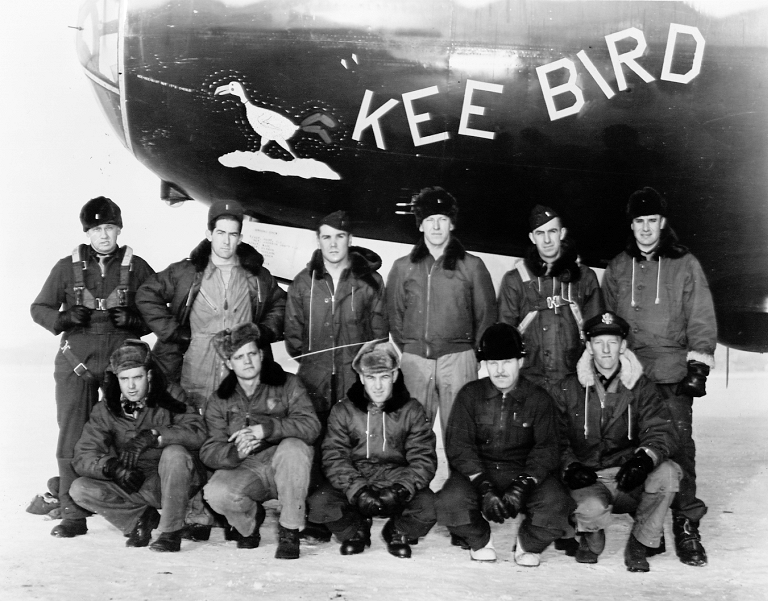
L'equipaggio dell'ultimo volo. (Da destra a sinistra, in piedi) Vern H. Arnett; Russell D. Jordan; John G. Lesman; Burl Cowan; Robert L. Luedke; Talbot M. Gates; (Da destra a sinistra, in primo piano) Lawrence Yarbroughr; Ernest C. Stewart; Robert Leader; Paul R. McNamara; Howard R Adams

Il Kee Bird, soprannome assegnato al bombardiere Boeing B-29-95-BW Superfortress della United States Army Air Forces (USAAF) immatricolato col numero 45-21768 ed assegnato al 46th Reconnaissance Squadron (46º Squadrone di Ricognizione), era un aereo militare che, dopo un atterraggio di emergenza nel nordovest della Groenlandia nel corso di una missione segreta di spionaggio durante la Guerra fredda, il 21 febbraio 1947, fu abbandonato dopo il salvataggio dell'equipaggio. Lì rimase fino al 1994, quando una spedizione tentò di recuperarlo, provocandone però la distruzione. Oggi i suoi rottami si trovano in questa posizione:

## Retroscena della missione
Nei primi anni della Guerra fredda, le unità dello Strategic Air Command basate presso il Ladd Army Airfield, vicino a Fairbanks, in Alaska, vennero incaricate di compiere missioni di foto-ricognizione e mappatura.
Nei tardi anni 1940, le informazioni sulle potenzialità belliche e sugli intenti militari dell'Unione Sovietica erano scarse. Prima che fosse sviluppato il ricognitore d'alta quota Lockheed U-2 e i vari satelliti spia, i limiti tecnologici e le obiezioni di vari governi esteri limitavano le missioni statunitensi ai soli confini esterni dell'URSS. Il Ladd Field, data la vicinanza fisica con la costa sovietica orientale, era dunque uno degli avamposti più importanti per lo svolgimento di queste missioni.
Il Kee Bird, numero di serie 13662, fu costruito dalle officine Boeing a Wichita, in Kansas, tra la fine di agosto e i primi di settembre del 1945, e fu uno degli ultimi B-29 realizzati. Fu inizialmente basato presso il Grand Island Army Airfield, in Nebraska, e fu immatricolato dall'USAAF come 45-21768; ai primi del 1946 venne assegnato al 46th Reconnaissance Squadron, insieme ad altri 18 velivoli del medesimo modello. In particolare, il Kee Bird fu equipaggiato con uno speciale impianto fotografico per la ricognizione, consistente in tre macchine fotografiche modello K-17B, due K-22 e una K-18, più le predisposizioni per portarne altre. Così riallestito, ma senza asportare l'armamento standard da bombardiere, fu designato col codice F-13, ove la F- stava per photo reconnaissance series.
Nella temperie che vedeva inasprirsi le tensioni con l'URSS, il SAC iniziò a valutare la possibilità di attaccare la Russia attraverso il Circolo polare artico. Allo scopo fu varato il programma di ricognizioni denominato Project Nanook, nel quadro del quale il 46º squadrone fu incaricato di mappare il nord della Groenlandia e di individuare eventuali attività militari sovietiche in quel territorio disabitato. Il reparto fu basato presso il Ladd Field, vicino a Fairbanks, nel giugno 1946 e iniziò ad operare nel mese seguente. I voli furono sfruttati per testare le possibilità di navigazione aerea attraverso il Polo Nord, sorvegliare e mappare l'Artico, effettuare monitoraggio atmosferico, testare uomini e mezzi nelle dure condizioni del Polo e effettuare missioni di ricognizione fotografica.

## L'ultimo volo

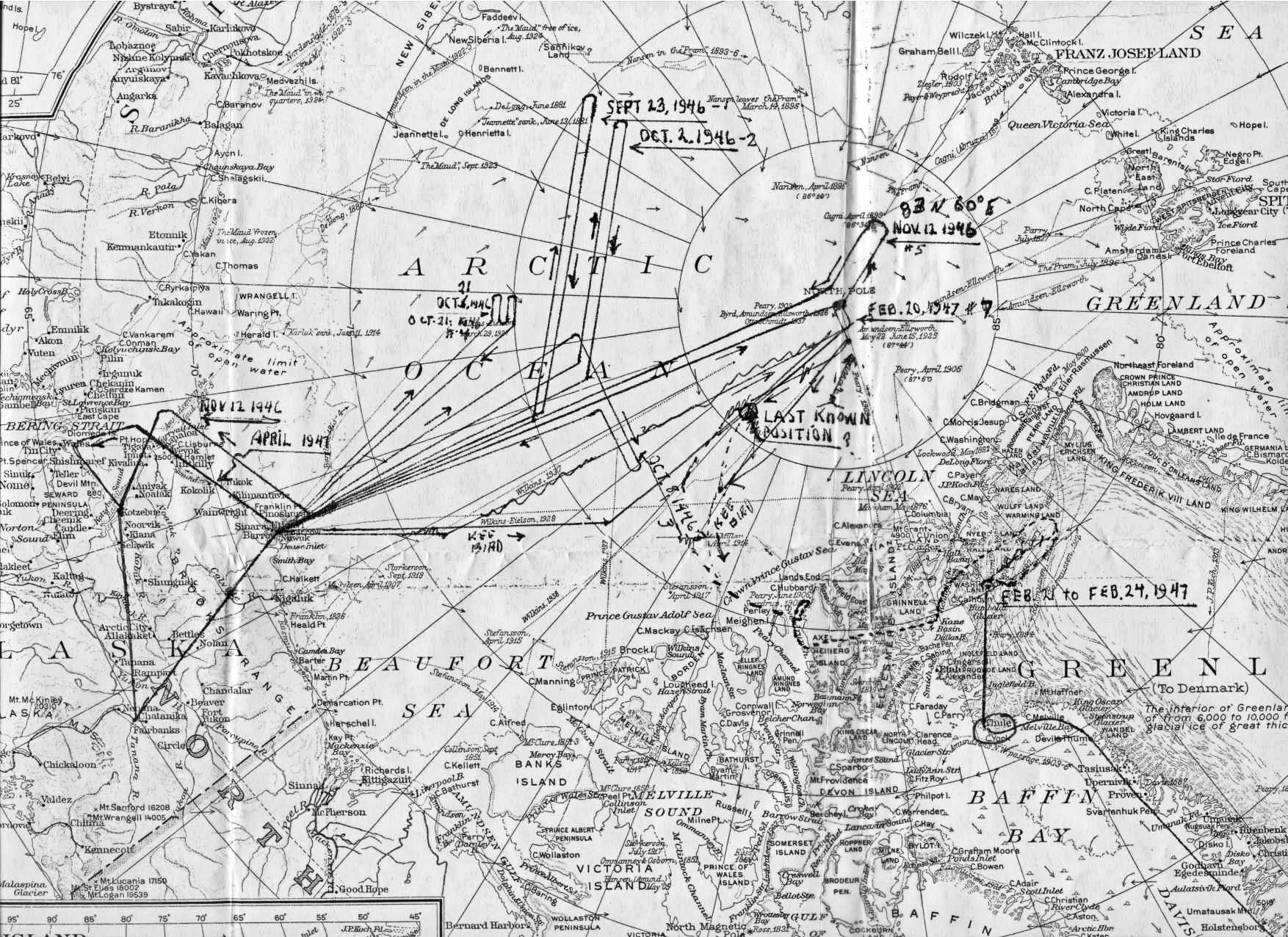
Rotta dell'ultimo volo del Kee Bird

Il 20 febbraio 1947, il luogotenente Vern H. Arnett, comandante del Kee Bird, decollò per una missione considerata di routine, con 11 uomini di equipaggio. La missione era la settima effettuata dal B-29 e, come le precedenti, era classificata "Top Secret". L'aereo imbarcava carburante per un'autonomia pari a 26 ore, grazie all'aggiunta di un serbatoio supplementare ricavato nella stiva bombe, non utilizzata. La missione aveva una durata stimata tra le 12 e le 20 ore.
Come le precedenti, anche questa missione era effettuata in rigoroso silenzio radio, per evitare intercettazioni nemiche. Tuttavia, alle 7:56 (ora locale) del 21 febbraio 1947, la stazione radio di punta Barrow captò un messaggio dal Kee Bird, che dava conto di avere il timone parzialmente bloccato da formazioni di ghiaccio, dovute allo scarso irradiamento solare. Due minuti dopo il comandante Arnett riferì di aver incontrato una brutta perturbazione ad un'altitudine di 24.000 piedi, precisando altresì di essere in volo "sulla terraferma, ma senza sapere dove".
Tra le 9:50 e le 9:58 (ora locale) giunsero altri messaggi: il Kee Bird riferiva di avere un'autonomia residua di 4 minuti e che un atterraggio d'emergenza era altamente probabile. Il comandante non specificò la posizione del velivolo; raccogliendo tutte le informazioni disponibili, si credette erroneamente che l'aereo potesse precipitare sulle coste settentrionali dell'Alaska.
In realtà il luogotenente Arnett, ormai a corto di carburante, aveva deciso di far atterrare il B-29 su un piccolo lago ghiacciato nel nord della Groenlandia. Come venne successivamente appurato, il Kee Bird aveva sorvolato il Polo Nord, per poi effettuare una virata di 70° a sud-est e un'altra di 120° a sud-ovest. In questo frangente il pilota, disorientato dall'uniformità del pack ghiacciato, nel tentativo di fare rientro al Ladd Field aveva preso la direzione opposta.
L'atterraggio fu piuttosto duro: l'aereo subì danni ai carrelli e alle eliche. L'equipaggio ne uscì completamente sano e salvo, ma con viveri per sole due settimane circa.

## Il salvataggio

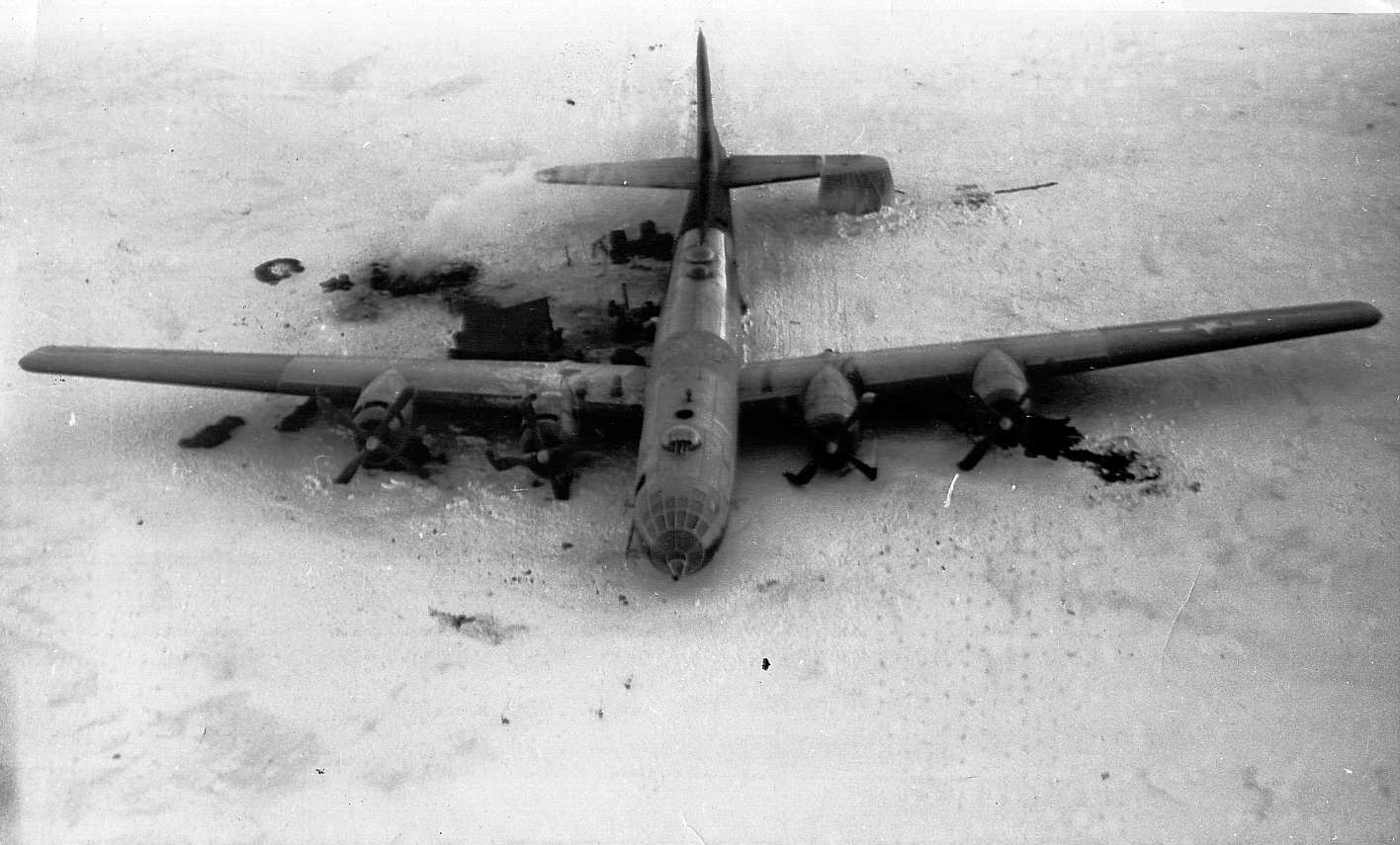
L'aereo dopo l'impatto

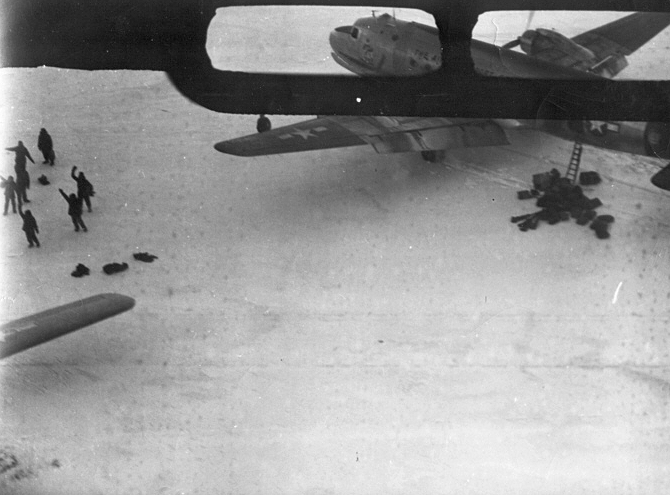
Le operazioni di salvataggio. In alto a destra si vede uno dei due C-54 impiegati per il recupero dei dispersi.

Il 21 febbraio il Ladd Field avviò le operazioni di ricerca e soccorso, affidate a due B-29 (matricole 45-21871 e 45-21761), un Boeing B-17 Flying Fortress ed un anfibio Consolidated OA-10A Catalina. Venne altresì requisito allo scopo un Douglas C-74 Globemaster, che si trovava momentaneamente all'aeroporto per alcuni collaudi in clima freddo. Tutti gli aerei militari a lungo raggio locati in Alaska furono allertati e altri nove B-29 in dotazione al 28th Bomb Group presso l'Elmendorf Field risposero all'appello il 22 febbraio 1947. Questi aerei però non avevano serbatoi supplementari e non potevano raggiungere la Groenlandia, pertanto furono congedati.
Il B-17, con a bordo personale del 5th Emergency Rescue Squadron, raggiunse punta Barrow per raccogliere informazioni dal personale della stazione radio. Le ricerche vere e proprie furono affidate ai B-29: il 45-21871  fu inviato a sorvolare la baia di MacKenzie, fino a 50 miglia dalla costa. Mentre era in volo sul settore, arrivò una comunicazione dalla stazione radio di Point Barrow, che affermava di essere in contatto con il Kee Bird e che avrebbe comunicato a breve la posizione. Dieci minuti dopo venne data anche questa informazione: l'aereo si trovava nella Terra di Daugaard-Jensen, in Groenlandia, a una latitudine di 80 gradi nord e una longitudine di 61 gradi ovest, circa 280 miglia a nord della base USAF di Thule.
Il B-29, visto che aveva carburante a sufficienza, si diresse in quella zona. Le coste groenlandesi furono raggiunte alle 23:45 (ora dell'Alaska); frattanto era però calata l'oscurità, sicché, non potendo avvistare presenza umana a terra, alle ore 01:30 del 22 febbraio 1947 il comando della missione ordinò al velivolo di rientrare al Ladd Field.
Poco prima però, alle 23:10 del 21 febbraio 1947, un altro B-29, il 45-21761 (soprannominato "Boeings Boner") era decollato con un equipaggiamento specifico per il volo notturno, dirigendosi subito verso la Groenlandia. Guidati dai marconisti del Kee Bird, che osservavano gli astri per triangolare la propria posizione, gli uomini del velivolo di soccorso riuscirono a determinare la posizione approssimativa dei dispersi. Il settore fu raggiunto alle 07:45 e il relitto del velivolo fu localizzato alle 08:30. I soccorritori sorvolarono il Kee Bird per otto volte, gettando viveri e generi di conforto; l'equipaggio incidentato chiese e ottenne che gli fosse lanciato del carbone per scaldarsi e cucinare, cosa che fu subito fatta.  I soccorritori istruirono i naufraghi affinché distruggessero il Radar, l'impianto LORAN, l'IFF, e mettessero in salvo tutti i documenti sensibili quali pellicole e mappe, per evitare che il nemico potesse appropriarsene. Fatto ciò, il B-29 ritornò al Ladd Field.
Alle ore 19:00 del 22 febbraio 1947 la direzione dell'Air Transport Command ricevette una comunicazione dello Strategic Air Command, che rendeva noto come un B-29 si fosse schiantato in Groenlandia e fosse necessario inviare aiuto.
Il comando allertò due C-54D Skymaster (marche 42-72640 e 42-72643) affinché partissero subito dal Westover Field in Massachusetts alla volta della base di Thule.  Il 42-72640, con a bordo razzi di assistenza al decollo, fu mandato al Goose Bay Airfield, nel Labrador, ad imbarcare materiali utili, e successivamente raggiunse Thule. Non appena furono disponibili, al pilota furono fornite le frequenze radio del Kee Bird. L'aereo effettuò un sorvolo della scena dell'incidente, paracadutando generi di conforto.
L'altro C-54, dopo aver caricato attrezzature a Westover e a Goose Bay, raggiunse Thule due giorni dopo.
Il luogotenente Cavnar, pilota del C-54 42-72640, rientrò a Thule alle ore 01:31 del 24 febbraio. Frattanto un velivolo C-47 provvisto di pattini per neve fu inviato dal Ladd Field alla base Crystal II, nella Baia di Frobisher, pronto per unirsi alle operazioni. Il giorno dopo si scoprì che, a causa di un errore di 1 grado di longitudine nel localizzare l'aereo, lo stesso si trovava proprio nel punto in cui i soccorritori avevano deciso di atterrare. Fu proprio il pilota del Kee Bird a svelare l'errore, quando annunciò alla radio che il relitto si trovava sul lago gelato. Ulteriori informazioni fornite dai naufraghi svelarono che lo specchio d'acqua gelato era ricoperto anche da una coltre di neve di spessore variabile tra 5 e 25 cm.  Siccome era palese che il ghiaccio sopportava il peso non irrilevante del B-29, non sarebbe stato un problema farvi atterrare il ben più leggero C-54. Inoltre il C-54 aveva la capacità di decollare anche su una superficie coperta da 25 cm di neve; restava pertanto da capire come effettuare l'avvicinamento.
Fu contattato per questo Edward Goodale, grande conoscitore dell'Artico, capo dell'ufficio meteorologico federale presso la base di Thule, che si imbarcò sul C-54 per supportare l'equipaggio. Fu lui a far caricare a bordo alcune pale per aprire una "pista" sul lago ove era sceso il Kee Bird. Il decollo fu programmato per le 9:30 ora locale, giusto al termine della notte artica.
Il velivolo 42-72640, equipaggiato con razzi di assistenza al decollo, partì da Thule alle 14:10. Al 42-72643 fu impartito l'ordine di scortare in volo l'altro velivolo.

Il B-29 fu facilmente individuato, anche perché l'equipaggio aveva acceso un grande falò di segnalazione con alcuni bidoni di olio motore e pezzi di gomma. Il luogotenente Cavnar fece due passaggi sopra il Kee Bird e poi atterrò senza problemi alle 15:43. Successivamente rullò alcune volte avanti e indietro per ripulire la superficie ghiacciata del lago dalla neve. Fatto ciò, l'aereo fu alleggerito al massimo, eliminando tutti gli oggetti non essenziali.
Il comandante del B-29 aveva già distrutto i materiali riservati e le attrezzature, come gli era stato richiesto. Intanto il capitano Setterich, pilota del secondo C-54 (42-72643) girava attorno al relitto scattando foto e osservando la scena.
Tutto l'equipaggio del Kee Bird fu fatto imbarcare sul C-54 che decollò alle 16:25 con l'aiuto dei razzi. In volo il luogotenente Pope visitò i sopravvissuti, sui quali curiosamente non diagnosticò alcun congelamento, ma solo alcuni lievi casi di ipotermia.  Alle 18:40 il C-54 atterrò a Thule e i sopravvissuti furono accolti con un'abbondante cena.  Alle 22:00 i due C-54 ripartirono per il Westover Field, in Massachusetts con i superstiti a bordo, arrivando alle 12:43 dell'indomani. Il Kee Bird fu abbandonato e depennato da tutti gli elenchi aeronautici ufficiali.

## L'equipaggio dell'ultimo volo
- Vern Arnett, Pilota
- Russel S. Jordan, Copilota
- Talbert Gates, Copilota
- John G. Lesman, Navigatore
- Burl Cowan, D.R. Navigatore
- Robert "Lucky" Luedke, Ingegnere di bordo
- Howard Adams, Operatore radar
- Lawrence Yarborough, Mitragliere
- Ernie Stewart, Mitragliere
- Paul McNamara, Mitragliere
- Robert "Bucky" Leader, Operatore Radio

## Il tentativo di recupero
Per quasi 50 anni il Kee Bird, rimasto praticamente intatto, rimase sul luogo dell'incidente, finché, nel luglio del 1994, un team di appassionati guidati da Darryl Greenamyer creò la Kee Bird Limited Liability Co., una società avente l'obiettivo di restaurarlo e recuperarlo. L'USAF, che aveva già rinunciato a fare ciò, appoggiò il progetto, reclamando però la proprietà del velivolo. Il progetto era di riparare l'aereo sul posto, farlo volare fino alla base di Thule e, dopo ulteriori riparazioni, riportarlo negli Stati Uniti.
Usando un De Havilland Caribou del 1962 come aereo d'appoggio, il team partì da Thule, trasportando pezzi di ricambi e materiali Kee Bird. Nei mesi estivi, il team trasportò sul posto quattro nuovi motori, quattro nuove eliche, un montacarichi, nuovi pneumatici e un piccolo bulldozer. Motori, eliche e gomme furono rimpiazzati con successo insieme alle superfici di controllo (timoni, flap...). Mentre ci si avvicinava all'inverno l'ingegnere capo Rick Kriege si ammalò e fu ricoverato in un ospedale in Canada, dove morì due settimane dopo per i postumi di una trombosi. L'aereo tuttavia era già quasi pronto per volare, ma il peggioramento delle condizioni meteorologiche costrinse Greenamyer e i suoi assistenti a ripartire.
Nel maggio 1995 Greenamyer ritornò sul posto con i suoi uomini. Entro il 21 maggio 1995 tutto era pronto per il decollo.  Usando il bulldozer venne scavata una specie di "pista".  I motori furono avviati senza problemi e Darryl Greenamyer, messosi ai comandi del velivolo, iniziò il rullaggio sul lago gelato. Salvo alcuni problemi allo sterzo del carrello anteriore tutto sembrava andare per il meglio, quando la pompa ausiliaria del carburante si guastò e iniziò a perdere carburante nel retro della fusoliera, dove erano collocati numerosi contatti elettrici. Scoppiò un incendio, che si propagò in poco tempo a tutto l'aereo. L'equipaggio saltò subito a terra senza conseguenze, ma il meccanico, Bob Vanderveen, che stava controllando i motori da un finestrino in fondo alla fusoliera, accusò intossicazione da fumo.
I tentativi di domare le fiamme furono vani e l'aereo fu gravemente danneggiato. Il progetto di recupero fu abbandonato e ci si aspettava che l'aereo a primavera, con lo scioglimento dei ghiacci, sarebbe finito sul fondo del lago.
Tuttavia, a inizio 2008, i rottami del velivolo erano ancora lì, su un accumulo di terra.

### In TV
Il tentativo di recupero fu integralmente filmato e mandato in onda negli Stati Uniti nel 1996, col titolo "B-29 Frozen in Time". Lo stesso documentario fu trasmesso in Italia nel 2009 durante una puntata del programma Ulisse - Il piacere della scoperta, su Rai 3.

### Il team del recupero
- Daryl Greenamyer, coordinatore e pilota.
- Rick Kriege†, capo ingegnere.
- Cecilio Grande, secondo ingegnere.
- Vernon Rich, macchinista e costruttore pezzi di ricambio.
- Roger Von Grote, secondo pilota.
- Bob Vanderveen, meccanico e cuoco.